# 蛇口集裝箱碼頭
蛇口集裝箱碼頭（英語：Shekou Container Terminal, SCT）是深圳其中一個港口，位于中華人民共和國廣東省深圳市深圳經濟特區南山区蛇口半岛。碼頭分三期興建，重組股權前分屬不同公司，但均由招商局國際作大股東。蛇口港與赤灣港、大铲湾码头均是深圳西部港區碼頭的一部分。其東邊為散貨、內陸貨櫃碼頭(招商港務)與蛇口客運碼頭。

## 第一期
第一期由蛇口集裝箱碼頭有限公司所持有，成立於1989年。蛇口集裝箱碼頭有限公司於2002年的股東分別為中遠太平洋(2002年向母公司中遠集團收購)(17.5%)、招商局國際 (32.5%)、鐵行(25%)及太古股份有限公司(25%)。2004年現代貨箱碼頭向太古購入7.5%股本權益，作價港幣二億零三百一十八萬元，並同時向鐵行購入2.5%股本權益。2005年3月中遠太平洋出售其持有的17.5%予招商局國際，作價大約為六億一千萬港元。使股東依大小為招商局國際(50%)、鐵行(22.5%)、太古(17.5%)及現代貨箱碼頭(10%)。(招商局國際持有現代貨箱碼頭27.01%股份，即招商局國際再間接持有2.701%港口股權。)

## 第二期
第二期由深圳聯運捷集裝箱碼頭有限公司所持有。2002年7月簽署開發第碼頭二期，招商局國際持有該公司51%權益，ARH公司 (Achieve Ridge Holdings Limited)持有另外49%。ARH公司由現代貨箱碼頭(39.45%)、鐵行(40.82%)及太古股份有限公司(19.73%)擁有。這使現代貨箱碼頭約間接持有19.33%、鐵行約20.00%及太古約9.67%。
於2004年現代貨箱碼頭購入第一期股權的同時，現代貨箱碼頭向太古出售15.27% ARH公司股份，作價港幣一億二千八百四十四萬元；向鐵行出售4.18% ARH公司股份。交易完成後招商局國際仍為大股東；鐵行間接持有22.05%；太古集團間接持有17.15%；現代貨箱碼頭間接持有9.8%。(而招商局國際亦持有現代貨箱碼頭27.01%股份，即再額外間接持有約2.64%港口股份。)

## 第三期
第三期由安迅捷集裝箱碼頭（深圳）有限公司所持有，為招商局國際的全資附屬公司。

## 合併
2006年12月14日招商局國際收購太古與鐵行的所持的第一期40%權益，第二期39.2%權益，總代價為港幣31.68億元。同日招商局國際與現代貨箱碼頭注入股份予合營公司Mega SCT，包括注入招商局國際全資附屬公司安運捷碼頭倉儲服務（深圳）有限公司；現代貨箱碼頭並支付支付港幣31.68億元予招商局國際，購入入Mega SCT 24%權益，使最終現代貨箱碼頭持有30%；招商局國際為大股東佔70%。及後STC3的第8號泊位於2008年建成，使招商局國際佔Mega SCT公司的權益增加至80%。而因招商局國際持有現代貨箱碼頭股份, 使其最終直接及間接持有85.4%股權。
第9號泊位預計於2009年底投入使用。

## 碼頭
| 貨箱碼頭      | 經營者   | 碼頭前沿水深 (米) | 泊位 | 岸线长度 (米) | 岸边起重机 (台) | 面積 (平方米) | 處理能力 (千標準箱) |
| ------------- | -------- | ----------------- | ---- | ------------- | --------------- | ------------- | ------------------- |
| 第一期 (SCT1) | Mega SCT | -14               | 2    |               |                 | 234,000       | 1,300               |
| 第二期 (SCT2) | Mega SCT |                   | 2    |               |                 |               |                     |
| 第三期 (SCT3) | Mega SCT |                   | 5    |               |                 |               |                     |
| 總數          |          | -16               | 9    | 4,090         | 38              | 1,390,000     | ～6,000             |